# Vrelo Bosne
Le sorgenti della Bosna (in bosniaco Vrelo Bosne; in serbo Врело Босне?, pronuncia: /ʋrê.lo bôs.neː/) sono l'area dove nasce il fiume Bosna e fungono da parco pubblico per la vicina città di Sarajevo, in Bosnia ed Erzegovina.

## Descrizione

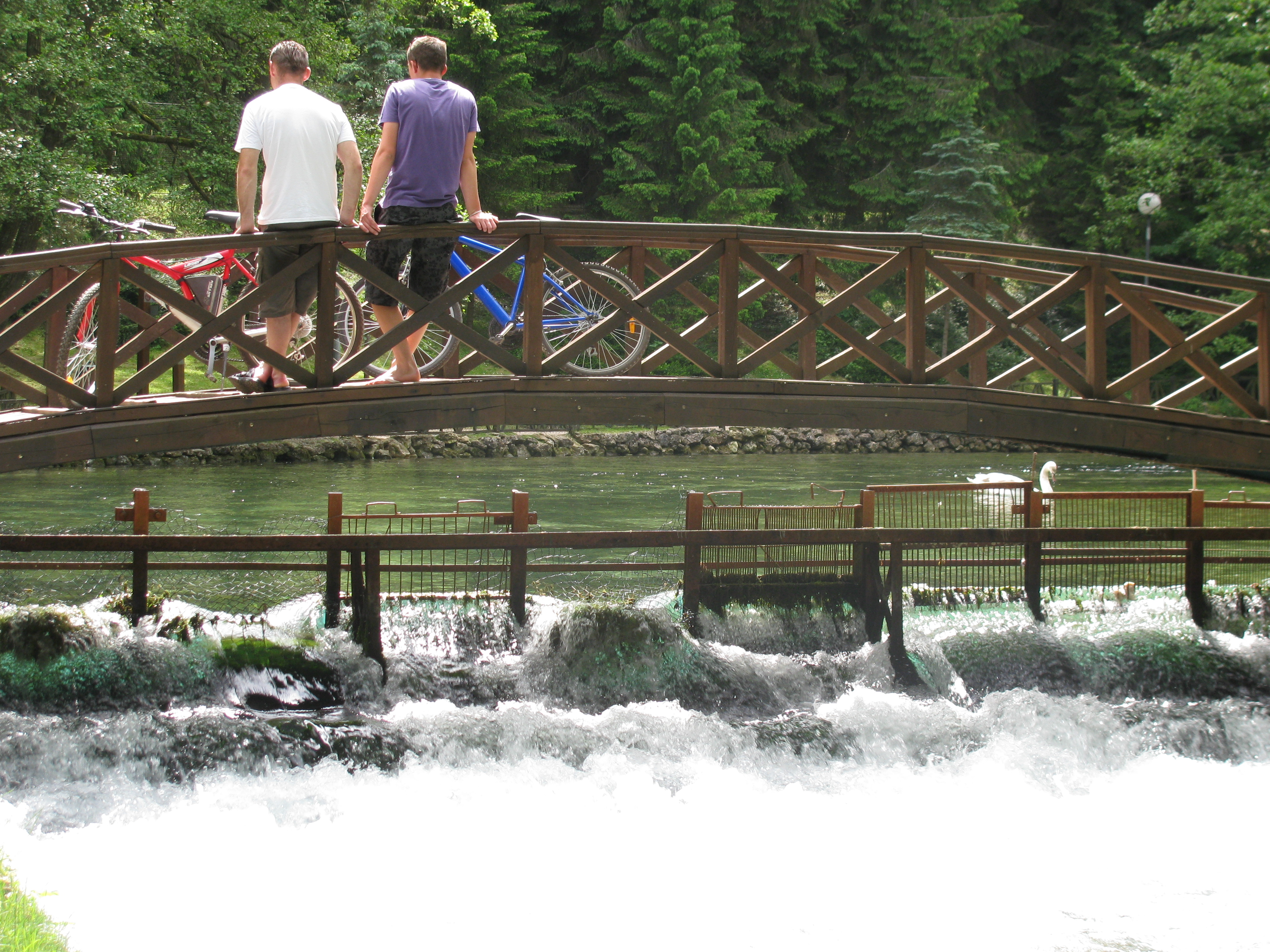
Ciclisti sostano su un ponte nel parco.

Le sorgenti sono situate alle pendici del monte Igman, nel comune di Ilidža. Il parco che si sviluppa intorno alle sorgenti è una ben nota destinazione turistica e di ricreazione; l'ingresso al parco è soggetto al pagamento di un biglietto d'ingresso, il cui ricavato è destinato alla manutenzione del parco.
L'acqua delle sorgenti è potabile, ma il gestore non raccomanda di berla. L'area è costituita da diverse piccole isole collegate da ponti attraverso numerosi corsi d'acqua più piccoli. Numerosi ristoranti e caffè sono sparsi per il parco, visitabile a piedi o in bicicletta.
Il parco è visitato ogni anno da più di 60 000 turisti. Saltuariamente anche la nazionale di calcio della Bosnia ed Erzegovina si allena nel parco Vrelo Bosne.
La fauna del parco comprende scoiattoli, anatre e cigni.

## Storia
Le sorgenti della Bosna erano note sin dall'antichità come testimonia il vicino ponte romano, che collegava l'impero con la città romana di Aquae Sulphurae che sorgeva nell'area occupata dall'odierna Ilidža; il ponte crollò in antichità e fu ricostruito tra il 1530 e il 1550 con gli stessi materiali originari. L'area di Ilidža è inoltre nota per il ritrovamento di siti archeologici risalenti al 2400-2000 a.C..
Durante l'amministrazione austro-ungarica in Bosnia ed Erzegovina tra il 1878 e il 1918 l'area si arricchì di edifici della borghesia locale che riflettevano il periodo di relativa prosperità della regione.
Durante la guerra in Bosnia ed Erzegovina (1992-1995) il parco non ricevette alcuna manutenzione e molti alberi vennero abbattuti dalla popolazione locale per farne legna da ardere. Nel 2000 il parco venne ripulito e riportato all'aspetto originario dai giovani del posto e da organizzazioni ecologiche internazionali.
Il 25 maggio 2006, l'assemblea cantonale di Sarajevo ha approvato la legge sulla proclamazione del monumento naturale per l'area di Vrelo Bosne, per un totale di 603 ettari.

## Galleria d'immagini

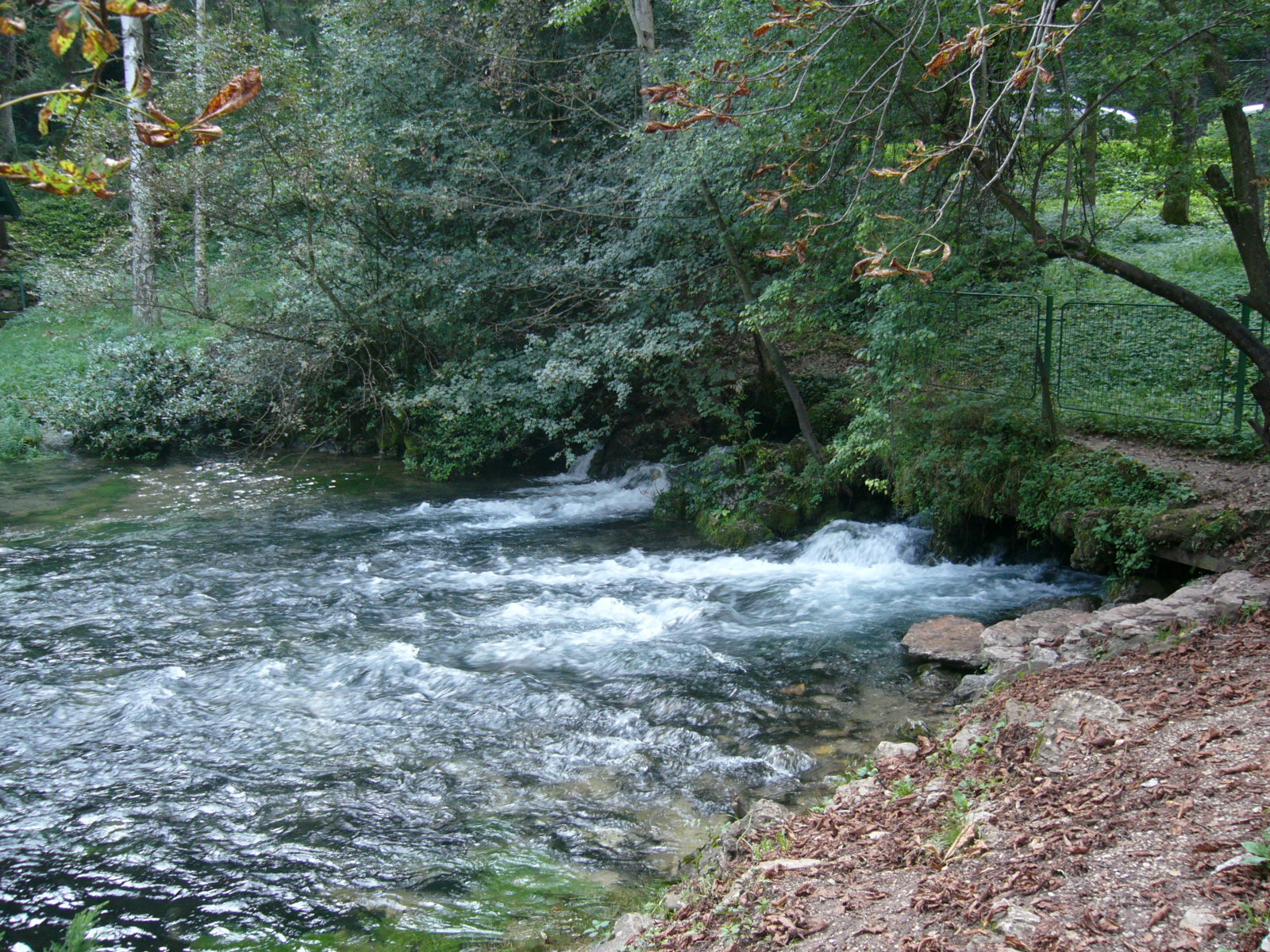
Le sorgenti della Bosna.
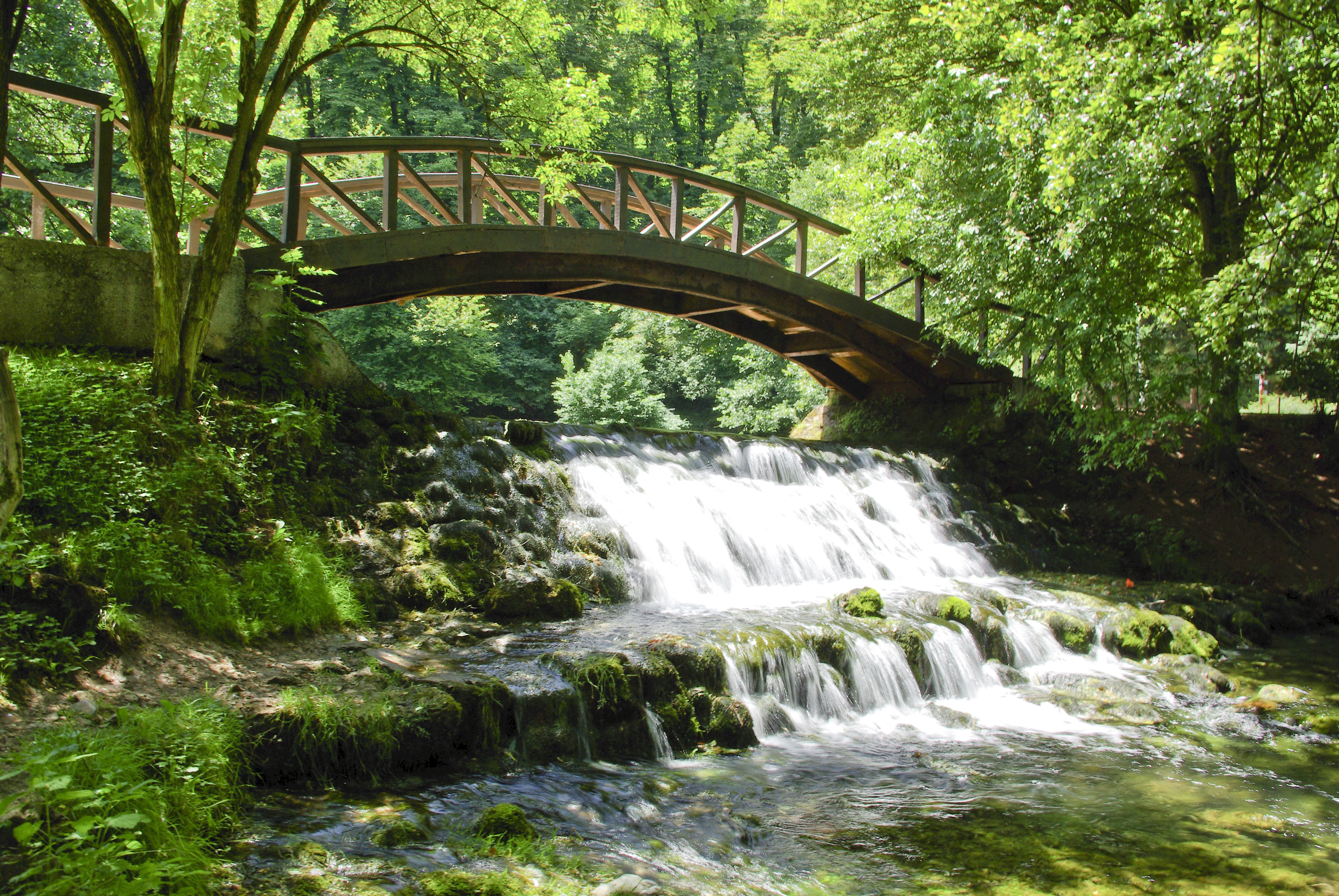
Un ponte nel parco.
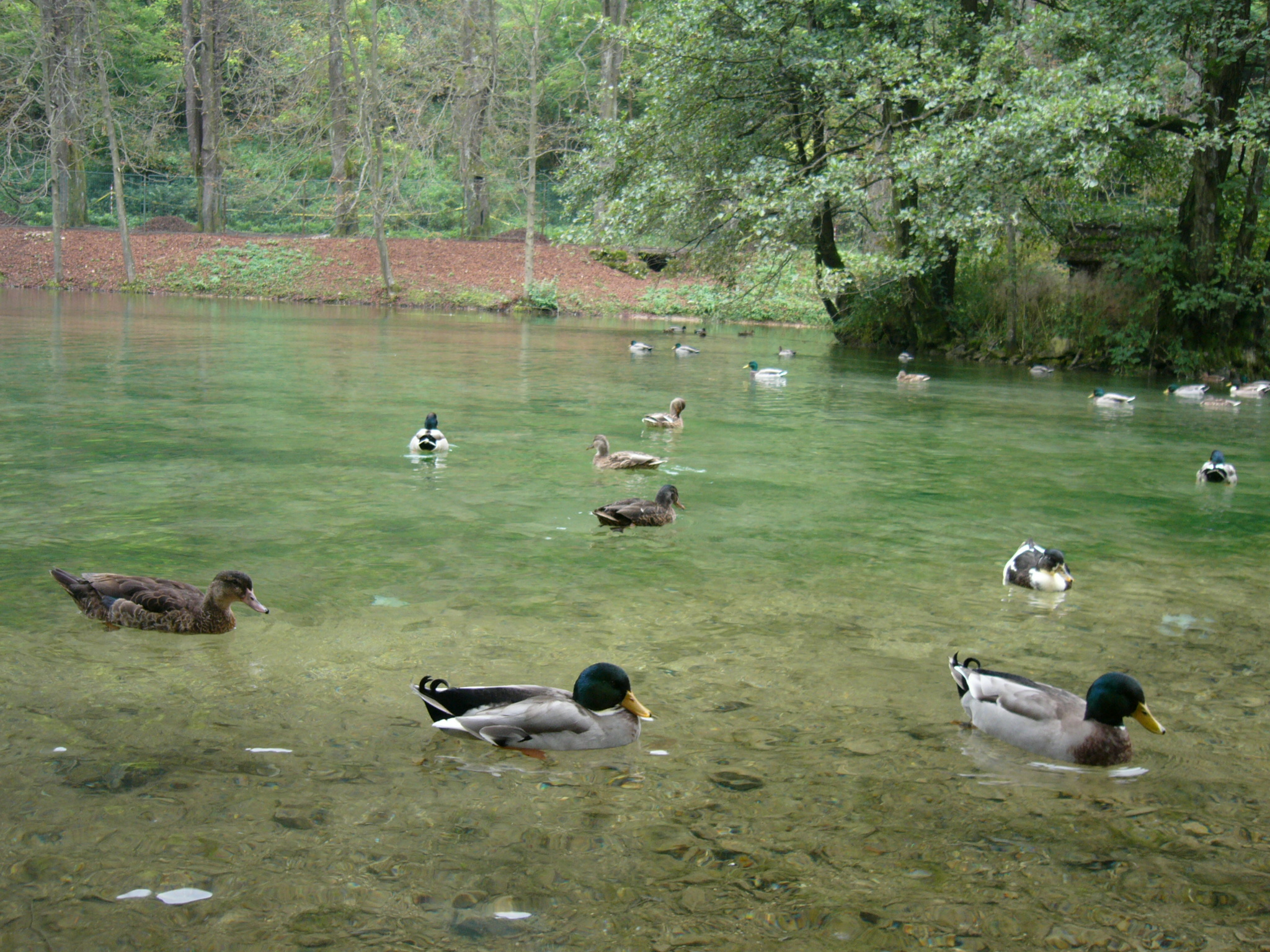
Anatre nuotano in uno stagno.
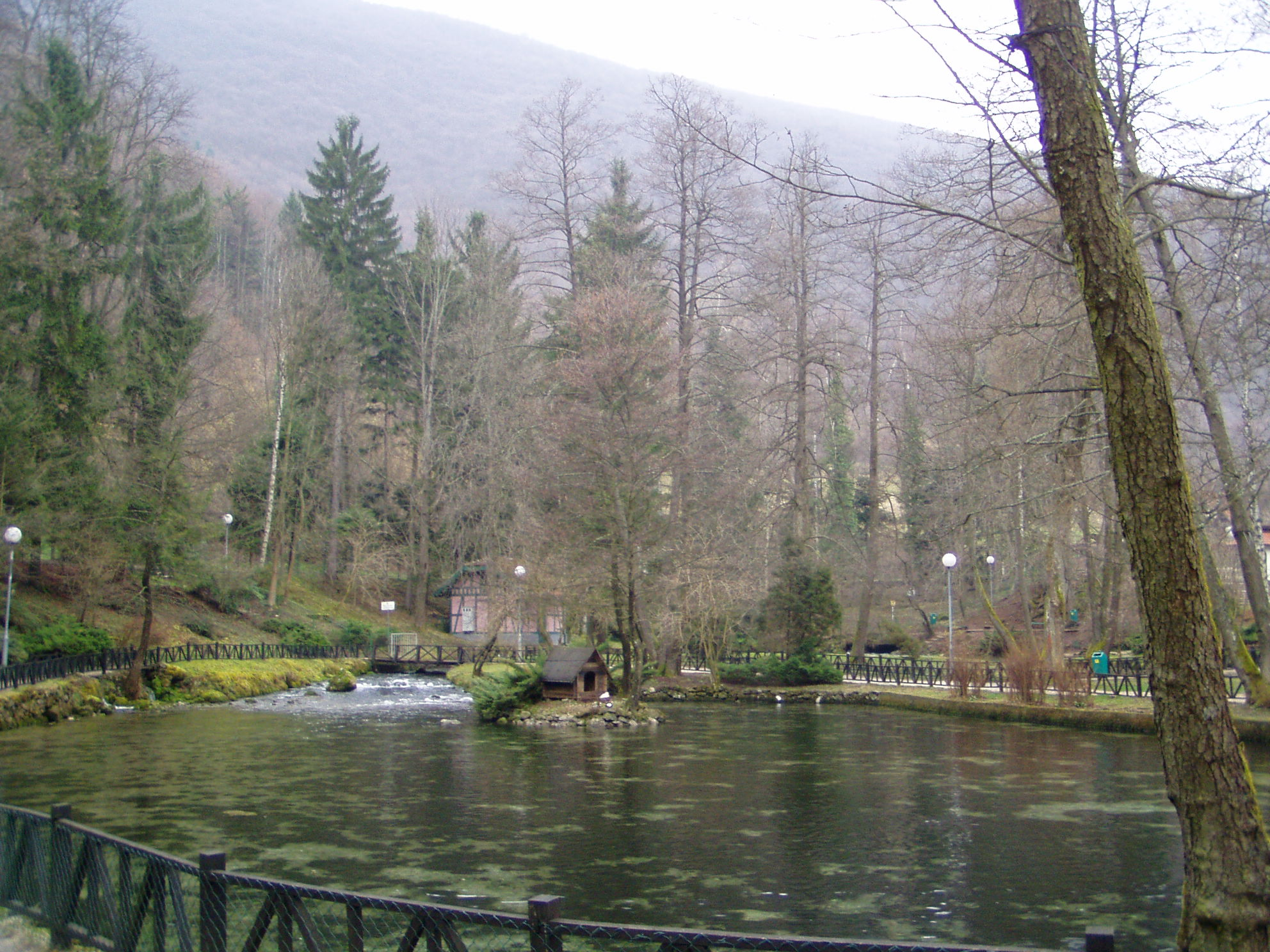
Una vista invernale del parco.
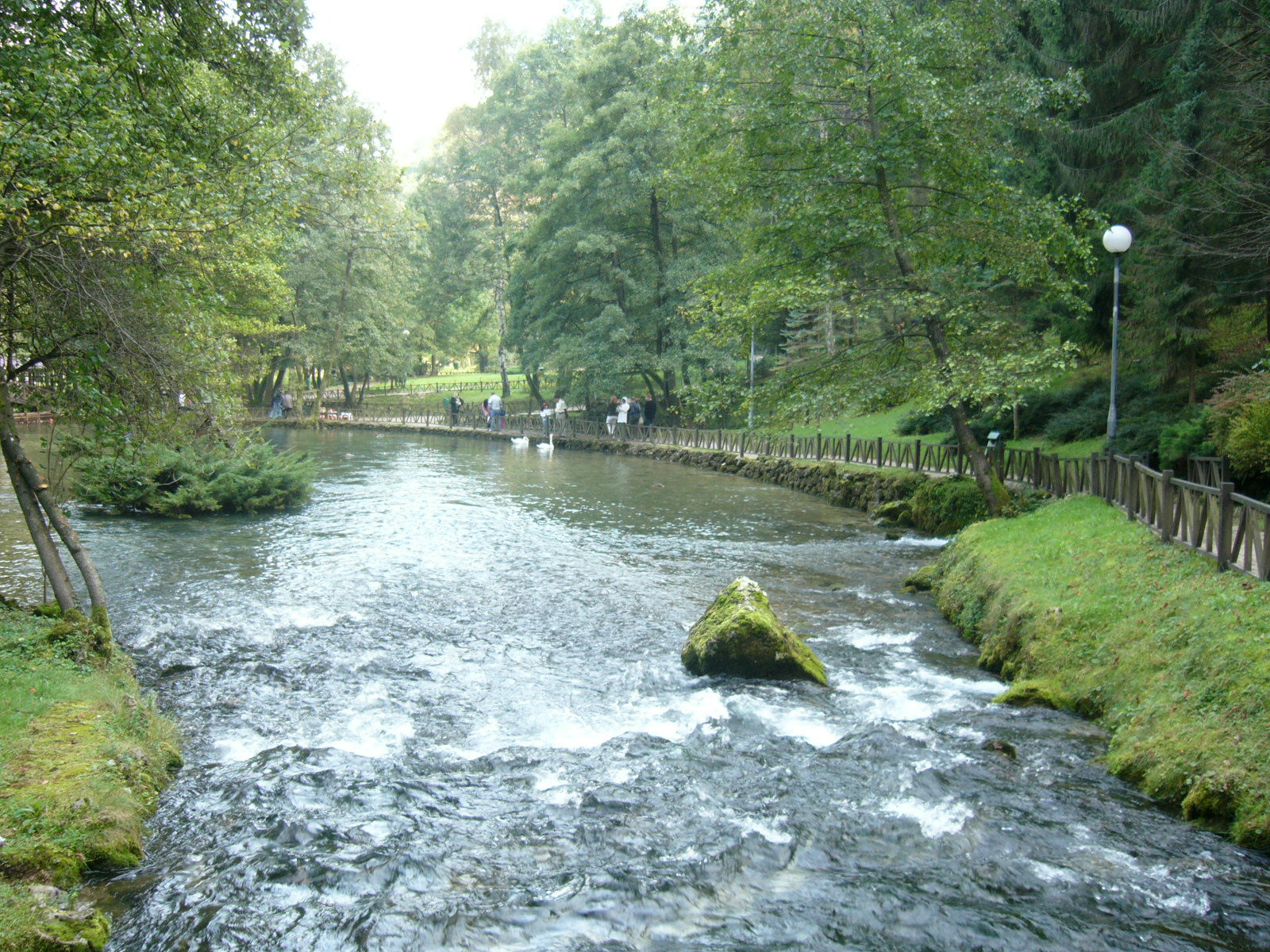
La Bosna nei pressi delle sorgenti.